# Kanton Chartreuse-Guiers
Der Kanton Chartreuse-Guiers ist seit 2015 ein französischer Wahlkreis in den Arrondissements Grenoble und La Tour-du-Pin im Département Isère der Region Auvergne-Rhône-Alpes. Hauptort ist Saint-Laurent-du-Pont. 

## Gemeinden
Der Kanton besteht aus 23 Gemeinden mit insgesamt 36.472 Einwohnern (Stand: 2022) auf einer Gesamtfläche von 384,08 km²:
| Gemeinde                    | Einwohner 1. Januar 2022 | Fläche km² | Dichte Einw./km² | Code INSEE | Postleitzahl | Arrondissement |
| --------------------------- | ------------------------ | ---------- | ---------------- | ---------- | ------------ | -------------- |
| Aoste                       | 2.869                    | 9,82       | 292              | 38012      | 38490        | La Tour-du-Pin |
| Charancieu                  | 748                      | 5,53       | 135              | 38080      | 38490        | La Tour-du-Pin |
| Chimilin                    | 1.396                    | 9,66       | 145              | 38104      | 38490        | La Tour-du-Pin |
| Entre-deux-Guiers           | 1.897                    | 10,55      | 180              | 38155      | 38380        | Grenoble       |
| Granieu                     | 516                      | 3,73       | 138              | 38183      | 38490        | La Tour-du-Pin |
| Le Pont-de-Beauvoisin       | 3.582                    | 7,36       | 487              | 38315      | 38480        | La Tour-du-Pin |
| Les Abrets en Dauphiné      | 6.713                    | 27,41      | 245              | 38001      | 38490        | La Tour-du-Pin |
| Merlas                      | 466                      | 15,64      | 30               | 38228      | 38620        | La Tour-du-Pin |
| Miribel-les-Échelles        | 1.740                    | 29,34      | 59               | 38236      | 38380        | Grenoble       |
| Pressins                    | 1.181                    | 10,10      | 117              | 38323      | 38480        | La Tour-du-Pin |
| Romagnieu                   | 1.732                    | 17,11      | 101              | 38343      | 38480        | La Tour-du-Pin |
| Saint-Albin-de-Vaulserre    | 421                      | 4,99       | 84               | 38354      | 38480        | La Tour-du-Pin |
| Saint-Bueil                 | 707                      | 3,81       | 186              | 38372      | 38620        | La Tour-du-Pin |
| Saint-Christophe-sur-Guiers | 836                      | 23,54      | 36               | 38376      | 38380        | Grenoble       |
| Saint-Geoire-en-Valdaine    | 2.388                    | 16,73      | 143              | 38386      | 38620        | La Tour-du-Pin |
| Saint-Jean-d’Avelanne       | 979                      | 7,85       | 125              | 38398      | 38480        | La Tour-du-Pin |
| Saint-Joseph-de-Rivière     | 1.243                    | 17,39      | 71               | 38405      | 38134        | Grenoble       |
| Saint-Laurent-du-Pont       | 4.502                    | 35,25      | 128              | 38412      | 38380        | Grenoble       |
| Saint-Martin-de-Vaulserre   | 241                      | 3,92       | 61               | 38420      | 38480        | La Tour-du-Pin |
| Saint-Pierre-de-Chartreuse  | 935                      | 80,12      | 12               | 38442      | 38380        | Grenoble       |
| Saint-Pierre-d’Entremont    | 576                      | 32,31      | 18               | 38446      | 38380        | Grenoble       |
| Velanne                     | 568                      | 8,04       | 71               | 38531      | 38620        | La Tour-du-Pin |
| Voissant                    | 236                      | 3,88       | 61               | 38564      | 38620        | La Tour-du-Pin |
| Kanton Chartreuse-Guiers    | 36.472                   | 384,08     | 95               | 3803       | –            | –              |

## Veränderungen im Gemeindebestand seit 2016
- Fusion Fitilieu, La Bâtie-Divisin und Les Abrets → Les Abrets en Dauphiné